# Nada Klaić
Nada Klaić (Zagreb, 21 de juliol de 1920 - 2 d'agost de 1988) fou una historiadora croata. Va ser una medievalista croata del segle XX. Una part substancial del seu treball es va dedicar a la crítica de fonts medievals.

## Trajectòria acadèmica
Nada Klaić va néixer a Zagreb, neta de l'historiador Vjekoslav Klaić i germana de l'arquitecte paisatgista Smiljan Klaić. Va ser professora universitària i una destacada medievalista croata, graduada a la Facultat de Filosofia de la Universitat de Zagreb, la mateixa facultat on va estar dedicada a la docència durant 45 anys. Va començar la seva carrera docent i científica al Departament d'Història de la Facultat el 1943, per convertir-se en professora titular d'història medieval croata el 1969. Va ocupar aquest càrrec fins a la seva mort el 1988.
Des del 1946, quan es va doctorar amb la tesi Političko i društveno uređenje Slavonije za Arpadovića (Organització política i social d'Eslavònia sota la dinastia Árpád), va dedicar diverses dècades a investigar la història medieval croata. Nada Klaić va recollir els resultats de les seves extenses investigacions analítiques, publicades primerament en revistes i actes, i monografies i enquestes sobre la història croata.

## Estudis històrics
Va investigar el període que va des de l'arribada dels eslaus (vegeu el període de migració) fins al segle xix. Sota la primera influència de M. Barada, Lj. Hauptmann, B. Grafenauer i J. Šidak, va contribuir al medievalisme croat escrivint articles sobre història social. El llibre History of the Yugoslav Peoples II (1959) inclou la seva descripció completa de la història de Croàcia als primers temps moderns, inclosos elements de la història econòmica i social.
Va prestar especial atenció a la història de les ciutats, com demostren diversos estudis i llibres: Zadar a l'edat mitjana fins al 1409 (amb Ivo Petricioli, 1976), Zagreb a l'edat mitjana (1982), Notes sobre Vukovar a l'edat mitjana (1983), Trogir a l'edat mitjana: la vida pública de la ciutat i els seus habitants (1985), Koprivnica a l'edat mitjana (1987).
Va ser autora de nombroses obres sobre revoltes i conflictes socials, que va recollir al llibre Turbulència social i revoltes a Croàcia als segles xvi i xvii (1976). Va descriure el paper de nobles específics als llibres Els últims ducs de Celje a les terres de la corona de Sant Esteve (1982) i Medvedgrad i els seus mestres (1987).
Gran part del seu treball és l'anàlisi i la publicació de fonts històriques. Basant-se en part en les contribucions d'historiadors anteriors, va analitzar tot el material diplomàtic croat de la Primera Edat Mitjana (Anàlisi diplomàtica dels documents de l'era dels governants croats d'origen croata, 1965, 1966-67), qüestionant-ne l'autenticitat. Juntament amb l'anònima crònica Split anomenada Historia Salonitana maior (1967), Klaić va publicar diverses fonts traduïdes del llatí per a les necessitats dels estudiants (Sources for Croatian History before 1526, 1972).
Va proporcionar un concepte exhaustiu i original del desenvolupament medieval alt de les terres croates al llibre History of the Croats in the Early Middle Ages (1971), mentre recollia els seus escrits sobre nombrosos problemes del període posterior al llibre History of the Croats in the High Middle Ages (1976). Els seus llibres publicats pòstumament són Medieval Bosnia: Political Status of Bosnian Rulers before the Coronation of Tvrtko in 1377 (1989) i History of the Croats in the Middle Ages (1990).

## Influència
Klaić va ser una de les medievalistes croates i iugoslaves més destacades del segle XX. Alguns dels seus èxits són l'enfocament innovador i modern de la història croata (especialment per a l'edat mitjana), que va ajudar a alliberar-la del nacionalisme romàntic del segle XIX i la revalorització de fonts històriques més antigues. No obstant això, una part substancial de les seves opinions i conclusions són controvertides i el treball va provocar fortes reaccions en la historiografia. Per exemple, que el document Pacta conventa és una falsificació probablement feta al segle xiv, la seva "falta d'opinió" sobre la qüestió de 1102 en un article de 1959 que discutia els treballs anteriors de l'escriptor croat Oleg Mandić sobre aquest tema, i la seva visió sobre la migració croata i la vella pàtria al segle vii, així com altres temes de la història croata primerenca.
Klaić va ser molt crítica sobre l'obra d'alguns estudiosos com Ferdo Šišić (que va descartar com a mal analitzada) o Lj. Hauptmann (sobre la tesi de la migració dels croats de la Croàcia Blanca i la teoria iraniano-caucàsica de l'origen dels primers croats). Les seves fermes suposicions sobre l'origen i la primera pàtria dels croats es basaven en la tesi de Margetić segons la qual els croats van arribar a Dalmàcia a finals del segle VIII o principis del IX, tot i que Margetić va emfatitzar que només era una suposició, que més tard hauria rebutjat. Els erudits alemanys i austríacs H. Kunstmann, J. Herrmann, R. Werner i O. Kronsteiner van considerar que les consideracions soltes sobre els eslaus van influir especialment en els seus punts de vista.

## Obres
- Političko i društveno uređenje Slavonije za Arpadovića  (Organització política i social d'Eslavònia sota la dinastia Árpád, 1946)
- Text a  Historija naroda Jugoslavije II  (Història dels Pobles Iugoslaus II, 1959)
- Diplomatička analiza isprava iz doba hrvatskih narodnih vladara  (Anàlisi diplomàtica dels documents de l'era dels governants croats d'ascendència croata, 1965, 1966-67)
- Povijest Hrvata u ranom srednjem vijeku  (Història dels croats a la primera edat mitjana, 1971)
- Povijest Hrvata u razvijenom srednjem vijeku  (Història dels croats a l'alta edat mitjana, 1976)
- Društvena previranja i bune u Hrvatskoj u XVI i XVII stoljeću  (Turbulència social i revoltes a Croàcia als segles xvi i xvii, 1976)
- Zadar u srednjem vijeku do 1409.  (Zadar a l'edat mitjana fins al 1409, 1976)
- Zagreb u srednjem vijeku  (Zagreb a l'edat mitjana, 1982)
- Zadnji knezi Celjski v deželah Sv. Krone "(en eslovè, Els últims ducs de Celje a les terres de la corona de Sant Esteve, 1982)
- Crtice o Vukovaru u srednjem vijeku  (Notes sobre Vukovar a l'edat mitjana, 1983)
- Trogir u srednjem vijeku: javni život grada i njegovih ljudi  (Trogir a l'edat mitjana: vida pública de la ciutat i els seus habitants, 1985)
- Koprivnica u srednjem vijeku  (Koprivnica a l'edat mitjana, 1987)
- Medvedgrad i njegovi gospodari  (Medvedgrad and its Masters, 1987)

Publicat pòstumament:
- Srednjovjekovna Bosna: politički položaj bosanskih vladara do Tvrtkove krunidbe, 1377. g.  (Bòsnia medieval: estatus polític dels governants bosnians abans de la coronació de Tvrtko el 1377, 1989)
- Povijest Hrvata u srednjem vijeku  (Història dels croats a l'edat mitjana, 1990)

## Traduccions
Del llatí al croat:
- Historia Salonitana maior  (1967)
- Izvori za hrvatsku povijest do 1526. godine  (Fonts per a la història de Croàcia abans de 1526, 1972)